# Chemistry of Materials
Chemistry of Materials è una rivista accademica che si occupa di chimica dei materiali.
Nel 2014 il fattore di impatto della rivista era di 8,354.